# Liste der Museen im Landkreis Günzburg
Die Liste der Museen im Landkreis Günzburg gibt einen Überblick über aktuelle und ehemalige Museen im Landkreis Günzburg in Bayern.

## Aktuelle Museen
| Gemeinde              | Name                                | Kurzbeschreibung | gegründet/ eröffnet | Träger                                  | Standort                             | Bild           | Link |
| --------------------- | ----------------------------------- | --- | ------------------- | --------------------------------------- | ------------------------------------ | -------------- | ---- |
| Burgau                | Museum der Stadt Burgau             | Das Museum der Stadt Burgau im Schloss Burgau präsentiert dies Stadtgeschichte Burgaus seit dem Mittelalter bis zur jüngsten Vergangenheit, dokumentiert aber auch die Lebensverhältnisse der letzten 200 Jahren in der Kleinstadt. | 1907                | Stadt Burgau                            | Schloss Burgau                       | weitere Bilder |      |
| Ellzee                | Kreisheimatstube Stoffenried        | Die Kreisheimatstube Stoffenried besteht aus einem Bauernhof des Ortes und zwei in dessen Nähe translozierten Gebäuden: einer Sölde und einem Austragshäusl. In den originalgetreu eingerichteten werden alte Möbel, Gerätschaften und Gegenstände erläutert und zum Teil in ihrer Funktion vorgeführt. | 1984                | Landkreis Günzburg                      | Stoffenried                          | weitere Bilder |      |
| Ellzee                | Röhrenmuseum Ellzee                 | Das Röhrenmuseum in Ellzee zeigt Sammlung von Glas- und Metallkeramik-Röhren, ergänzt durch größte4nteils funktionsfähige Geräte der Unterhaltungselektronik. |                     |                                         | Ichenhauser Straße                   |                |      |
| Gundremmingen         | Heimatmuseum Gundremmingen          | Das Heimatmuseum im Rathaus zeigt Stationen der Ortsgeschichte Gundremmingens von der römischen Besiedlung mit dem Kastell auf dem „Bürgle“ über den Bauernkrieg von 1525 bis hin zur Gründung des ersten bayerischen Kernkraftwerks in den 1960er Jahren. |                     |                                         | Rathaus                              |                |      |
| Günzburg              | Besenwelten                         | Das Besenmuseum zeigt Besen aus aller Welt in den verschiedensten Materialien, Farben, Formen und Flechtarten. |                     |                                         | Denzingen                            |                |      |
| Günzburg              | Heimatmuseum Günzburg               | Das Heimatmuseum Günzburg dokumentiert Geschichte und Kultur der Stadt Günzburg. Zu den Schwerpunkten zählen die vorgeschichtliche und römische Archäologie, sakrale Kunst in Gemälde und Plastik von der Gotik bis ins 19. Jahrhundert, religiöse Handwerkskunst des 18. und 19. Jahrhunderts sowie Objekte der Herrschaftsgeschichte und Alltagskultur aus Günzburg und Umgebung.                                                     |                     | Stadt Günzburg                          | Rathausgasse                         | weitere Bilder |      |
| Ichenhausen           | Autenrieder Brauereimuseum          | Das im historischen Dachstuhl des Niederen Schlosses Autenried eingerichtete Brauereimuseum stellt mit Exponaten und Schautafeln anschaulich dar, wie früher in Schwaben Bier gebraut wurde |                     | Schlossbrauerei Autenried               | Niederes Schloss Autenried           |                |      |
| Ichenhausen           | Bayerisches Schulmuseum Ichenhausen | Das Bayerische Schulmuseum im Unteren Schloss ist ein Zweigmuseum des Bayerischen Nationalmuseums. Es präsentiert mit zahlreichen Exponaten und vielen Mitmachstationen die Geschichte des Lernens und Lehrens von der Steinzeit bis in die Gegenwart. Unter anderem gibt es eine „Schreibstube“, die der Entwicklung der Schrift gewidmet ist, und ein historisches Klassenzimmer aus dem Jahr 1920.                                   | 1984                |                                         | Unteres Schloss                      | weitere Bilder |      |
| Ichenhausen           | Ehemalige Synagoge Ichenhausen      | Die ehemalige Synagoge beherbergt eine Dauerausstellung zum Thema „Juden auf dem Lande – Beispiel Ichenhausen“. Darin wird die Geschichte der ehemaligen jüdischen Gemeinde in Ichenhausen, eine der größten jüdischen Landgemeinden in Bayern, von den Anfängen bis zu ihrer Vernichtung in der NS-Zeit dokumentiert. Im Keller der ehemaligen Synagoge ist eine Mikwe zu besichtigen.                                                 | 1987                | Stiftung Ehemalige Synagoge Ichenhausen | Vordere Ostergasse                   | weitere Bilder |      |
| Krumbach (Schwaben)   | Mittelschwäbisches Heimatmuseum     | Das Museum dokumentiert Geschichte, Religion, Handel, Gewerbe und Rechtswesen Mittelschwabens. Weitere Themen sind die Ortsgeschichte Krumbachs, Kleidung, Krippen und inszenierte Wohnräume. | 1950                |                                         | Heinrich-Sinz-Straße                 | weitere Bilder |      |
| Krumbach (Schwaben)   | Wachsmuseum Krumbach                | Das Wachsmuseum in den Firmenräumen der Morsa Wachswarenfabrik Sallinger veranschaulicht mit etwa 100 Wachsbildern und Holzmodeln, die gleichzeitig Zeugnisse des täglichen und religiösen Lebens und alten Brauchtums sind, die Kunst des Wachsziehers, Lebzelters und Metsieders seit dem 16. Jahrhundert. Dokumentiert wird auch die Familiengeschichte der Familie Sallinger, die das Handwerk des Wachsziehers seit 1647 ausführt. |                     | Morsa Wachswarenfabrik Sallinger        | Vordere Ostergasse                   |                |      |
| Leipheim              | Christophs Friseur-Museum           | Das Museum führt mit einer umfangreichen Sammlung an Utensilien in das Handwerk der Bader, Barbiere, Perückenmacher und Friseure ein. |                     |                                         | !548.4489005510.2228505              |                |      |
| Leipheim              | Fliegerhorstmuseum Leipheim         | Das Museum dokumentiert die Geschichte des Fliegerhorstes Leipheim von 1935 bis 2009 anhand von Exponaten wie ehemaligen Fluggeräten, Militärfahrzeugen, Uniformen, Ausrüstungsgegenständen und Gerätschaften. | 2013                |                                         | ehemalige Munitionsmontage-Schutzbau | weitere Bilder |      |
| Leipheim              | Heimat- und Bauernkriegsmuseum      | Das im ehemaligen Gasthaus Blaue Ente untergebrachte Museum stellt die Ursachen und Folgen des Bauernkriegs dar. Die Abteilung „Stadtgeschichte“ informiert über die Hospitalstiftung und die Stadtwerdung Leipheims, aber auch über die jüngere Geschichte der Stadt, beispielsweise den Fliegerhorst. |                     |                                         | Gasthaus Blaue Ente                  | weitere Bilder |      |
| Neuburg an der Kammel | Hammerschmiede Naichen              | Das Zweigmuseum des Museums Oberschönenfeld dokumentiert mit der im Originalzustand erhaltenen technischen Ausstattung dr Hammerschmiede und der Handwerkerwohnung sowie mit Informationen zum Handwerk und zur Familiengeschichte die Lebens- und Arbeitswelt eines dörflichen Handwerksbetriebes. | 1990                | Bezirk Schwaben                         | Naichen                              | weitere Bilder |      |
| Thannhausen           | Heimatmuseum Thannhausen            | Das Heimatmuseum dokumentiert die Geschichte und Kultur der Stadt Thannhausen und stellt zwei ihrer Persönlichkeiten näher vor: den Jugendbuchautoren und Domkapitular Christoph von Schmid (1768–1854) und den Arzt und Schriftsteller Wilhelm Bauberger (1809–1883). | 1987                | Heimatverein Thannhausen                | Tuchmacherhaus                       |                |      |
| Ziemetshausen         | Handwerkermuseum „Bei de Hölzerne“  | Das Museum in einem ehemaligen Sägewerk zeigt eine umfangreiche Sammlung von holzbearbeitenden Werkzeugen und stellt holzverarbeitende Berufe von früher vor. Handwerker zeigen den Umgang mit traditionellen Werkzeugen und Maschinen. |                     | Heimatverein Ziemetshausen              | Friedhofstraße                       |                |      |
| Ziemetshausen         | Webereimuseum Gebrüder Stegmann     | Das Museum zeigt in den originalgetreu eingerichteten Räumen einer ehemaligen Weberei den Weg vom Leinsamen über den gesponnenen Flachsfaden hin zum fertigen Stoff und dokumentiert die lange Tradition, die das Weberhandwerk seit dem Mittelalter in Ziemetshausen hat. |                     | Heimatverein Ziemetshausen              | Friedhofstraße                       |                |      |

## Ehemalige Museen
| Gemeinde    | Name                                 | Kurzbeschreibung | gegründet/ eröffnet | geschlossen/ aufgelöst | Träger                       | Standort          | Bild           | Link |
| ----------- | ------------------------------------ | --- | ------------------- | ---------------------- | ---------------------------- | ----------------- | -------------- | ---- |
| Burgau      | Automuseum Burgau                    | Das Automuseum Burgau war ein Museum für Oldtimer. Die Sammlung umfasste 50 Autos und 25 Motorräder. Weiter gab es Fahrräder, teils mit Hilfsmotor, Stationärmotoren, Kutschen, ein Flugzeug und einen Traktor. | 1974                | 1991                   | Gerhard Ensslen              | Bleichstraße      |                |      |
| Ichenhausen | Ikonenmuseum Schloss Autenried       | Das im Schloss Autenried untergebrachte Ikonenmuseum zeigte Ikonen und kunstgewerbliche Exponate wie Goldschmiedearbeiten, Bronzegüsse, Stickereien, kirchliche Gewänder, Holzschnitzereien, Elfenbeinarbeiten, Handschriften und alte kirchenslavische Drucke aus einem Zeitraum vom Frühchristentum bis zur Gegenwart mit dem Hauptgewicht auf dem 16. bis 19. Jahrhundert. Das Museum ist wegen Renovierung auf unbestimmte Zeit geschlossen. | 1959                |                        | Slavisches Instituts München | Schloss Autenried | weitere Bilder |      |
| Ursberg     | Klostermuseum mit Bibliothek Ursberg | Das Museum im Kloster Ursberg zeigte zum einen Kunstwerke aus dem 15. bis 20. Jahrhundert und zum anderen Andachtsgegenstände, Möbel, Keramik, Textilien und Metallarbeiten aus Klöstern sowie Erinnerungsstücke an Dominikus Ringeisen, den Gründer der St. Josefskongregation. Die Ende des 18. Jh. errichtete Klosterbibliothek enthält 12 500 Bände. Das Museum ist seit der COVID19-Pandemie auf unbestimmte Zeit geschlossen.              | 1984                | 2020                   | St. Josefskongregation       | Kloster Ursberg   | weitere Bilder |      |